# Thủ môn (bóng đá)

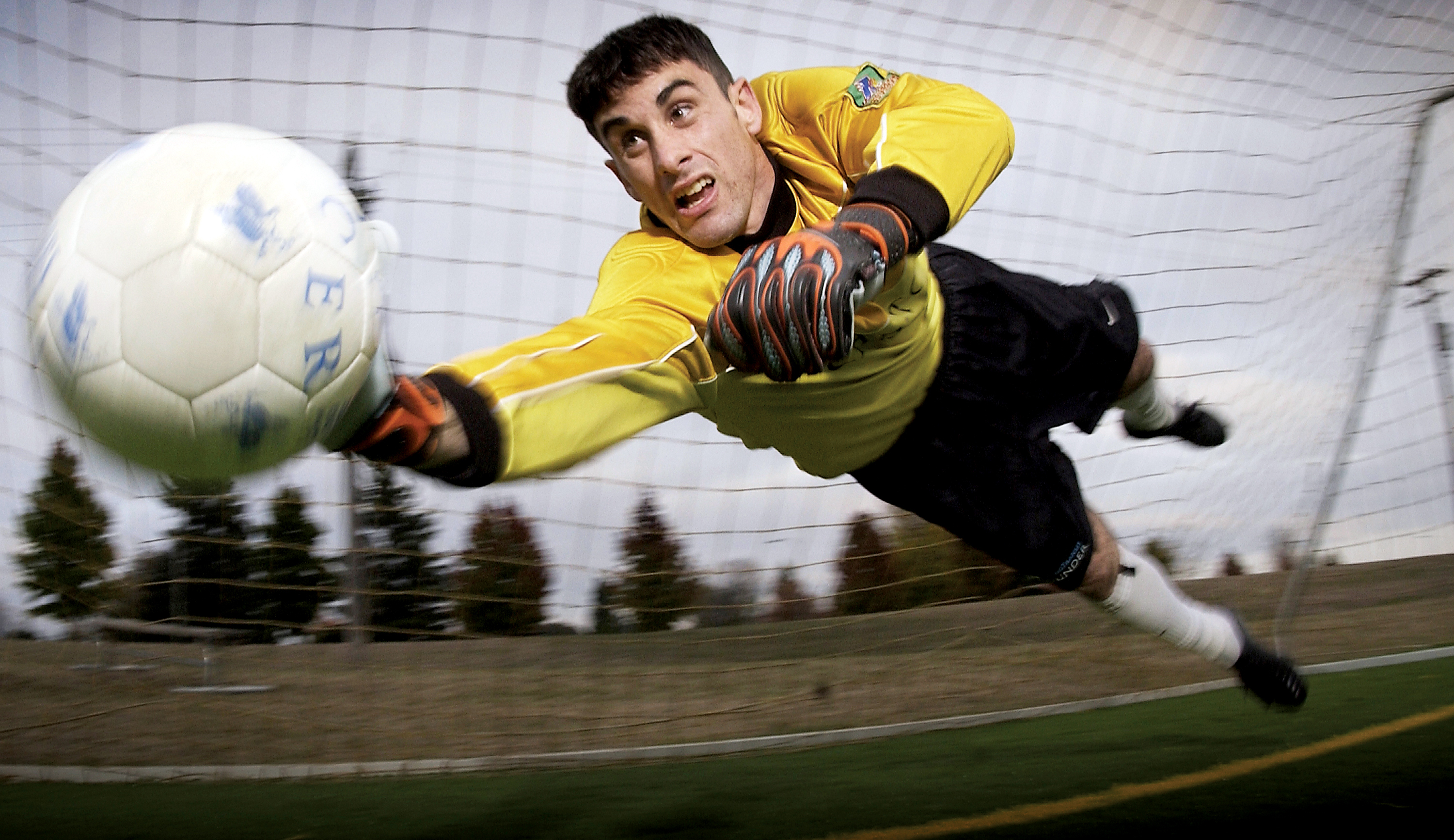
Một thủ môn bay người cản phá bóng khỏi cầu môn.

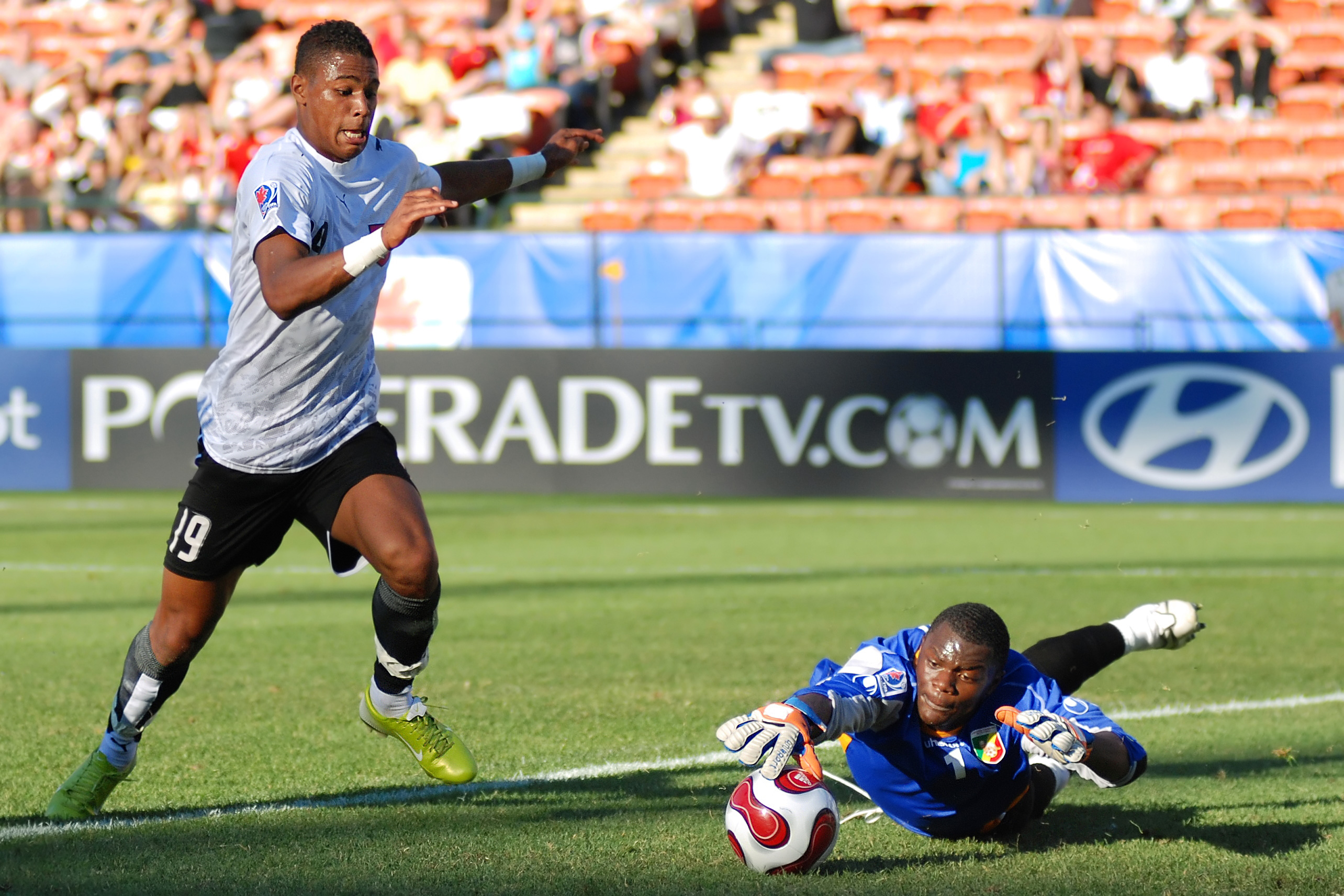
Một thủ môn chặn cú sút từ một tiền đạo của đội đối phương.

Trong bóng đá, thủ môn, thủ thành hay người gác đền (Tiếng Anh: goalkeeper, goaltender, keeper, goalie) là cầu thủ đứng ở vị trí cuối cùng của hàng hậu vệ giữa hàng tấn công của đối phương và khung thành/hàng phòng ngự của đội mình. Vai trò chính của thủ môn là bảo vệ khung thành đội nhà và ngăn cản đối phương ghi bàn thắng. Thủ môn là cầu thủ duy nhất trong đội được phép chạm bóng bằng bàn tay và cánh tay trong trận đấu (chỉ giới hạn trong khu cấm địa của đội nhà). Mỗi đội phải có 1 thủ môn trong cả trận đấu nếu như thủ môn không cản phá hay mắc những sai lầm không đáng có và không cứu thua những cú sút của các tiền đạo 
hay vị trí của các cầu thủ đối phương thì thủ môn sẽ bị thủng lưới và nhận một bàn thua và nhiều bàn thua hơn. Trong trận đấu, nếu thủ môn bị buộc phải rời sân do chấn thương hoặc bị phạt thẻ đỏ, một trong những cầu thủ trên sân sẽ được thay thế bằng một thủ môn dự bị hoặc một cầu thủ khác phải trấn giữ khung thành khi đội bóng không còn thủ môn nào khác để thay thế hoặc đã sử dụng hết số lần thay người (gọi là "thủ môn bất đắc dĩ"). Vị trí thủ môn có thể được thay thế nếu trong trường hợp có lệnh thay người. Thủ môn thường phải mặc màu áo khác với các cầu thủ khác trong đội nhà, đội khách, trọng tài và thủ môn của đối phương. Thủ môn thường được thấy trong bóng đá Futsal, bóng đá bãi biển, và bóng đá sân 5-7-9-11 người

## Lịch sử
Bóng đá, cũng giống như nhiều môn thể thao khác, đã có rất nhiều thay đổi về chiến thuật, tạo ra một số vị trí và loại bỏ một số vị trí khác. Tuy nhiên, thủ môn là vị trí duy nhất không bao giờ thay đổi từ khi luật bóng đá ra đời. Mặc dù trong những ngày đầu tiên khi bóng đá còn chưa có tổ chức, tính hệ thống có giới hạn hoặc không tồn tại và ý tưởng chính là tất cả các cầu thủ trên sân cùng tấn công và cùng phòng thủ, thì nhiều đội cũng đã cắt cử một số thành viên chơi như 1 thủ môn.
Những miêu tả đầu tiên về các đội bóng đá với cầu thủ có vị trí được Richard Mulcaster kể lại từ năm 1581, tuy nhiên, ông không nhắc đến thủ môn. Mãi đến năm 1602 thì Cornish Hurling mới nhắc đến việc bảo vệ gôn. Theo Carew: "họ cắm hai bụi cây xuống đất, cách nhau khoảng tám hoặc mười foot; và đối diện nó, cách đó khoảng 200 hay 240 feet, và họ gọi là "gôn". Một trong hay cái này được chọn bằng rút thăm cho một bên, còn phía kia cho đối thủ. Tại đó họ phân cho người bảo vệ, hai người cản ném tốt nhất"
Những miêu tả về việc ghi bàn có trong văn học Anh từ thế kỷ thứ mười sáu, ví dụ trong vở kịch The Blind Beggar of Bethnal Green (Tên ăn xin mù của Bethnal Green) của John Day (diễn vào khoảng 1600; xuất bản vào 1659): "Tôi sẽ ghi bàn tại trò camp-ball" (một loại bóng đá cực kỳ bạo lực, phổ biến ở Đông Anglia). Cũng trong một bài thơ vào năm 1613, Michael Drayton đã nói rằng "when the Ball to throw, And drive it to the Gole, in squadrons forth they goe". Dường như chắc chắn rằng bất cứ trò chơi nào có khung thành, là ở đó một loại thủ môn cũng phải tồn tại. David Wedderburn đã nói đến từ "giữ gôn" vào năm 1633 (tuy nhiên, nó không đồng nghĩa với cách gọi ngày nay. Vì thủ môn là một vị trí cố định trên sân còn "giữ gôn" thì bất cứ ai đứng gần khung thành cũng có thể làm nhiệm vụ này; ông ta đã dùng từ Latinh "metum" có nghĩa là vật đánh dấu đoạn cuối của một cuộc đua ngựa).
Ban đầu, thủ môn thường chơi giữa 2 cột gôn và có rất ít sự linh hoạt, trừ khi họ cản phá cú sút của đối phương. Sau nhiều năm, do sự thay đổi về cách thức và phương pháp thi đấu, thủ môn bắt đầu có vai trò tích cực hơn trong trận đấu. Luật chơi nguyên thủy cho phép thủ môn cầm bóng tại phần sân nhà của đội mình. Nó đã được xem lại vào năm 1912, hạn chế sử dụng tay chỉ tại vòng cấm địa và khung thành.
Vào năm 1992, Hội đồng Thế giới đã thay đổi luật bóng đá trong đó có cả sự thay đổi đối với vị trí thủ môn. Đáng chú ý là luật chuyền về, cấm thủ môn cầm bóng bằng tay khi nhận 1 đường chuyền về của đồng đội được thực hiện không phải bằng đầu, vai hoặc ngực. Do đó, tất cả các thủ môn cần phải luyện tập khả năng khống chế bóng bằng chân của mình.

## Vị trí chung và kỹ thuật chơi
Vị trí thủ môn là vị trí đặc biệt nhất trên sân. Không giống như các cầu thủ khác, thủ môn có quyền đụng bóng bằng bất cứ bộ phận nào của cơ thể miễn là họ đứng trong vòng cấm địa của đội nhà, ở ngoài vòng đó, thủ môn không được phép dùng bàn tay hoặc cánh tay để chơi bóng.
Mặc dù thủ môn có một số đặc quyền trong luật bóng đá, ngoài việc dùng tay trong vòng cấm địa, họ cũng vẫn phải tuân theo cùng luật lệ như tất cả các cầu thủ khác.

### Thủ môn ảnh hưởng đến lối chơi và tấn công
Một số thủ môn đã bị nhận thẻ đỏ trực tiếp khi phạm lỗi với tiền đạo đối phương khiến họ bị chấn thương khi dâng cao tấn công trong vòng cấm địa. Một cầu thủ đã bị chấn thương vĩnh viễn phải từ bỏ sự nghiệp khi bị thủ môn đối phương xoạc bóng gãy xương chân trong một pha dâng cao tấn công.
Thủ môn không bị yêu cầu phải ở trong vòng cấm địa. Họ có thể chơi ở bất cứ đâu trên sân, và họ thường đóng vai trò là 1 hậu vệ tăng cường trong một số tình huống của trận đấu. Các thủ môn René Higuita của Colombia, Jorge Campos của México và Bruce Grobbelaar của Liverpool là những thủ môn có đôi chân khá điêu luyện và họ thường chơi ở phía ngoài khu cấm địa. Một số thủ môn thậm chí còn ghi bàn bằng những cú phát bóng xa, hoặc lao lên cuối sân của đối phương để tạo ra lợi thế về số cầu thủ. Kiểu lao lên này rất mạo hiểm, và chỉ thường được thực hiện vào cuối trận, để ghi bàn vào những phút cuối (thường khi đội nhà của thủ môn đó bị thiếu người và thường chỉ khi cách biệt về tỷ số là không quan trọng). Kiểu chơi này hiếm khi thành công, mặc dù đã có những thủ môn như Michelangelo Rampulla, Jens Lehmann, Peter Schmeichel, Mart Poom, Marco Amelia, Andrés Palop, Brad Friedel, Massimo Taibi và Mark Crossley, Alisson Backer, Ivan Provedel,... đã ghi bàn từ những tình huống như thế.
Trong một số tình huống thậm chí còn hiếm hơn, thủ môn có thể được ghi bàn thắng từ pha phát bóng mà không hề lường trước, thường là khi trái bóng bay đập đất khiến cho thủ môn đối phương không thể chụp được bóng. Paul Robinson và Pat Jennings đều đã ghi bàn trong những tình huống như vậy, và cũng thật trùng hợp là họ đều chơi cho Tottenham Hotspurs. Một trường hợp khác xảy ra tại trận bán kết giải SEA Games 2003 giữa hai đội Việt Nam và Malaysia, thủ môn Syamsuri Mustafa của Malaysia cũng ghi 1 bàn thắng từ pha phát bóng ở vòng cấm sân nhà.
Những thủ môn khác cũng trở nên nổi tiếng với những quả đá phạt; ví dụ, thủ môn José Luis Chilavert là thủ môn duy nhất từ trước tới nay ghi được 1 cú hat trick (3 bàn trong 1 trận đấu), đều bằng các cú đá penalty. Anh cũng là 1 chuyên gia đá phạt. Fabio Dos Santos của đội Đồng Tâm Long An trở thành thủ môn đầu tiên ghi bàn ở AFC Champions League. Rogério Ceni đã ghi rất nhiều bàn thắng, tổng cộng 100 lần (tính đến ngày 27 tháng 3 năm 2011) bằng những quả đá phạt trực tiếp và đá penalty.

## Dụng cụ và quần áo
Thủ môn phải mặc áo đấu phân biệt hoàn toàn so với các cầu thủ khác và thông thường với cả trọng tài, vì đây là quy định của FIFA. Một số thủ môn rất dễ nhận ra vì cách ăn mặc của họ, như Lev Yashin, có tên thân mật là "Nhện Đen" (Black Spider) vì ông toàn mặc bộ đồng phục màu đen (tuy thế có một số tài liệu nói bộ đồ của ông là màu xanh chàm) , hoặc Jorge Campos, nổi tiếng vì bộ áo thi đấu màu mè sặc sỡ. Quần áo thủ môn thường là màu xanh lá cây, vàng sáng, cam, ghi bạc hoặc những màu sắc khác,.... những chiếc áo thủ môn thường là áo tay dài hoặc áo tay ngắn các thủ môn có thể được phép mặc áo lót dài tay ngắn tay hoặc không tay bên trong quần của thủ môn thường là quần ngắn hoặc là quần dài các thủ môn có thể được phép mặc quần dài thay vì quần ngắn cũng được 
Phần lớn thủ môn cũng đeo găng tay thủ môn để tăng độ dính với quả bóng, và để bảo vệ họ khỏi bị thương. Hiện nay có những loại găng tay được thiết kế để chống chấn thương như trật ngón tay. Việc đeo găng không bắt buộc trong bóng đá, tuy nhiên do tính ma sát khi bắt bóng nên hiếm khi thủ môn vào sân mà không có nó trong những trận đấu chuyên nghiệp. Tuy nhiên họ có thể bỏ nó trong loạt sút luân lưu. 
Trước đây, thủ môn thường bắt bóng bằng tay trần từ những năm bóng đá mới ra đời cho đến khoảng thập niên 50 của thế kỷ XX. Cho đến những năm thập niên 60, găng tay thủ môn ra đời và tồn tại đến ngày hôm nay. Khoảng những năm thập niên 60 và 70, người ta chủ yếu sử dụng găng tay thủ môn không handstrap (phần quấn cố định găng ở cổ tay). Cho đến khoảng thời gian từ thập niên 80 đến nay có sự xuất hiện của găng tay thủ môn có handstrap. Ngày nay vẫn có cầu thủ sử dụng găng tay thủ môn không handstrap (thiết kế giống đôi găng tay cao su, găng tay y tế và găng tay bình thường).
Petr Čech phải đội mũ bảo vệ đầu (sau này đã trở thành biểu tượng của anh cho đến khi giải nghệ) sau khi bị chấn thương nứt sọ tại một trận đấu thuộc Giải Ngoại hạng Anh, sau khi va chạm với Stephen Hunt trong trận đấu giữa Chelsea và Reading năm 2006. Điều tương tự cũng từng xảy ra với thủ môn Ederson của Manchester City F.C. khi bị cầu thủ Sadio Mané của Liverpool cao chân đạp thẳng vào mặt trong một trận đấu cũng tại Ngoại hạng Anh năm 2017.
Thủ môn có thể được trao băng đội trưởng vừa trấn giữ khung thành vừa chỉ huy đồng đội. Một số ví dụ có thể kể đến như Oliver Kahn, Dino Zoff, Manuel Neuer, Hugo Lloris,... và một số thủ môn khác.

## Kỷ lục
Thủ môn là nhân tố quan trọng trong loạt sút luân lưu. Kỉ lục về số lần cản phá penalty thành công được nắm giữ bởi thủ môn Helmuth Duckadam của câu lạc bộ FC Steaua Bucureşti và Ciaran Kelly của Sligo Rovers F.C. Duckadam đã cản được 4 quả phạt đền trong trận chung kết cúp C1 châu Âu gặp FC Barcelona vào ngày 7 tháng 5 năm 1986. Kelly ngăn chặn liên tiếp 4 quả penalty trong trận chung kết cúp Ford FAI giữa Sligo Rovers và Shamrock Rovers vào ngày 14 tháng 11 năm 2010. kỉ lục này được thiết lập lại lần nữa bởi Jason Ravenhill vào ngày 27 tháng 3 năm 2011 khi thi đấu cho clb BAA Heathrow (Sunday) FC Lưu trữ ngày 18 tháng 4 năm 2013 tại Wayback Machine gặp clb Maidenhead Nomads. Ravenhill đã cản phá liên tiếp 4 quả penalty/5 quả sút hỏng trong tổng cộng 10 lượt sút nhưng đội bóng của anh vẫn thất bại với tỉ số 5-4. Ed Pearce,thủ môn của Maidenhead Nomads cũng chặn được 4 quả Penalty trong loạt luân lưu nhưng không phải liên tục.

### Phí chuyển nhượng cao nhất
Kepa Arrizabalaga là thủ thành đắt giá nhất mọi thời đại (từ Athletic Bilbao tới Chelsea với giá 80 triệu euro), tiếp theo là Alisson Becker (từ AS Roma tới Liverpool năm 2018 với phí chuyển nhượng ước tính 67 triệu Euro).
| Vị trí | Cầu thủ              | Từ              | Tới               | Phí chuyển nhượng (bảng) | Phí chuyển nhượng (euro) | Năm  |
| ------ | -------------------- | --------------- | ----------------- | ------------------------ | ------------------------ | ---- |
| 1      | Gianluigi Buffon     | Parma           | Juventus          | 33 triệu                 | 54,2 triệu               | 2001 |
| 2      | David de Gea         | Atlético Madrid | Manchester United | 17,6 triệu               | 21 triệu                 | 2011 |
| 3      | Manuel Neuer         | Schalke 04      | Bayern München    | 15 triệu                 | 18 triệu                 | 2011 |
| 4      | Angelo Peruzzi       | Inter Milan     | Lazio             | 14,7 triệu               | 17,8 triệu               | 2000 |
| 5      | Fernando Muslera     | Lazio           | Galatasaray       | 9,93 triệu               | 11,25 triệu              | 2011 |
| 6      | Craig Gordon         | Hearts          | Sunderland        | 9 triệu                  | 10,2 triệu               | 2007 |
| 7      | Thibaut Courtois     | Racing Genk     | Chelsea           | 7,8 triệu                | 8,8 triệu                | 2011 |
| 8      | Fabien Barthez       | AS Monaco       | Manchester United | 7,8 triệu                | 8,8 triệu                | 2000 |
| 9      | Roberto Jiménez Gago | Benfica         | Real Zaragoza     | 7,6 triệu                | 8,6 triệu                | 2011 |

## Những thủ môn nổi tiếng

### Các cuộc bình chọn của IFFHS
Sau đây là 20 thủ môn xuất sắc nhất theo cuộc bình chọn của IFFHS (Hiệp hội Lịch sử và Thống kê bóng đá Thế giới) cho danh hiệu "Thủ môn Xuất sắc nhất thế kỉ 20"

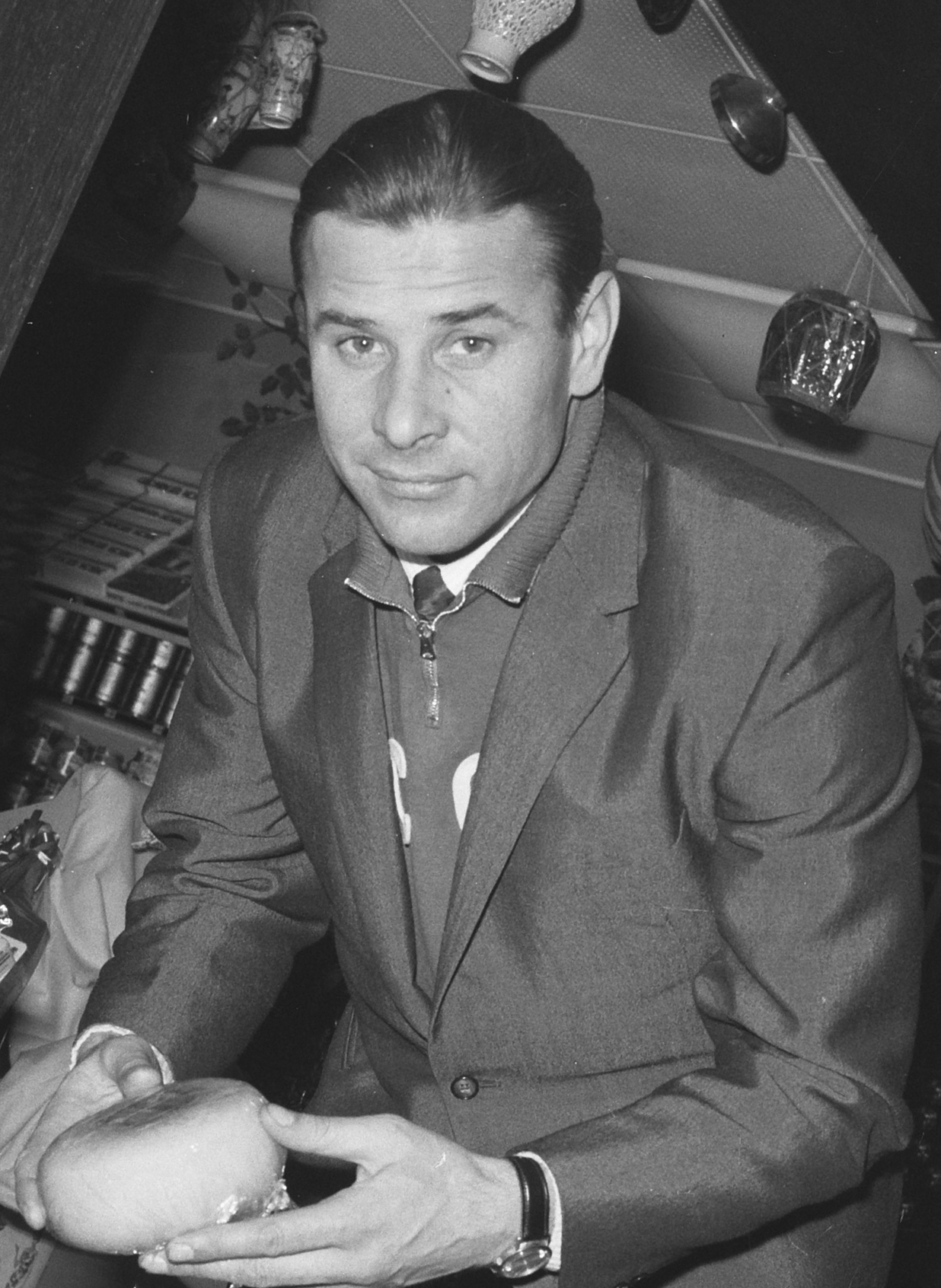
Lev Yashin

Ubaldo Fillol

1. Lev Yashin
2. Gordon Banks
3. Peter Schmeichel
4. Dino Zoff
5. Sepp Maier
6. Antonio Carbajal
7. Ricardo Zamora
8. José Luis Chilavert
9. Peter Shilton
10. František Plánička
11. Amadeo Carrizo
12. Gilmar dos Santos Neves
13. Ladislao Mazurkiewicz
14. Pat Jennings
15. Ubaldo Fillol
16. Jean-Marie Pfaff
17. Rinat Dasaev
18. Gyula Grosics
19. Ray Clemence
20. Walter Zenga

### Thủ môn Xuất sắc nhất thế giới của IFFHS
Sau đây là danh sách thủ môn được IFFHS chọn mỗi năm từ năm 1987 để làm "Thủ môn xuất sắc nhất Thế giới".
| - 1987 - Jean-Marie Pfaff - 1988 - Rinat Dasaev - 1989 - Walter Zenga - 1990 - Walter Zenga - 1991 - Walter Zenga - 1992 - Peter Schmeichel - 1993 - Peter Schmeichel - 1994 - Michel Preud'Homme - 1995 - José Luis Chilavert - 1996 - Andreas Köpke - 1997 - José Luis Chilavert - 1998 - José Luis Chilavert - 1999 - Oliver Kahn - 2000 - Fabien Barthez - 2001 - Oliver Kahn - 2002 - Oliver Kahn - 2003 - Gianluigi Buffon | - 2004 - Gianluigi Buffon - 2005 - Petr Čech - 2006 - Gianluigi Buffon - 2007 - Gianluigi Buffon - 2008 - Iker Casillas - 2009 - Iker Casillas - 2010 - Iker Casillas - 2011 - Iker Casillas - 2012 - Iker Casillas - 2013 - Manuel Neuer - 2014 - Manuel Neuer - 2015 - Manuel Neuer - 2016 - Manuel Neuer - 2017 - Gianluigi Buffon - 2018 - Thibaut Courtois - 2019 - Alisson Becker - 2020 - Manuel Neuer |

## Văn hóa đại chúng
Trong bộ phim võ thuật/hài Đội bóng Thiếu Lâm của Hồng Kông, các cầu thủ của "Đội quỷ" đã được tiêm thuốc doping của Mỹ để cho họ có sức mạnh siêu nhân và cả tốc độ. Thủ môn của họ rất nhanh và có bàn tay cực mạnh có thể đánh gãy cả thanh sắt của khung thành. Anh đã bảo vệ khung thành khỏi cú đá cực mạnh của "Kim cang cước" của Đội Thiếu Lâm, người có thể đá bay cả cái tủ lạnh lên trời.